# Маркированный почтовый сувенир
Марки́рованный почто́вый сувени́р — почтовый комплект, состоящий из художественного маркированного конверта и вложенной в него двойной художественной немаркированной карточки (и иногда листком тонкой бумаги с текстом), и предназначенный для празднично-поздравительной корреспонденции. Поскольку на конверте напечатано изображение почтовой марки, то маркированные почтовые сувениры являются цельными вещами.

## Описание
Для маркированных почтовых сувениров характерны оригинальный художественный замысел и высокое качество полиграфии. Сюжеты иллюстраций конвертов и открыток всегда связаны одной темой и имеют единое графическое оформление, хотя чаще рисунки и не совпадают полностью.

### Конверт сувенира
Поскольку маркированные почтовые сувениры предназначались для обычной внутренней корреспонденции, на конвертах печатались знаки почтовой оплаты номиналом в 4 копейки. Как правило, это были марки стандартных выпусков — 1961  (ЦФА [АО «Марка»] № 2513) и 1966 года  (ЦФА [АО «Марка»] № 3417)). Однако на сувенирном конверте, выпущенном в 1964 году по случаю 47-й годовщины Октября, была напечатана оригинальная марка  (ЦФА [АО «Марка»] № 3108).
Отличительным признаком почтового сувенира является указанная на клапане конверта полная стоимость всего комплекта.

### Открытка сувенира
Вкладываемая в конверт двойная художественная карточка представляет собой немаркированную открытку увеличенного размера, сложенную вдвое.

## История
Маркированные почтовые сувениры в СССР издавались регулярно с 1963 года. За период с 1963 по 1991 год вышло почти 2000 сувениров.
В 2000-е годы выпуск маркированных почтовых сувениров был возобновлён российским Издательско-торговым центром «Марка». В течение 2003—2005 годов было изготовлено 52 сувенирных художественных маркированных конверта, внутрь которых вкладывались двойные поздравительные открытки. На конвертах были напечатаны оригинальные марки — безноминальные знаки почтовой оплаты соответствующего рисунка, с литерой «A».

## Тематика
В советское время маркированные почтовые сувениры были следующей тематики:
- Общенародные праздники («Новый год», «День Советской Армии и Военно-Морского флота», «Международный женский день», «Первомай», «День Победы», «Седьмое ноября»).
- Важные события в жизни человека («С днём рождения», «С днём свадьбы», «С новорождённым», «С новосельем»).
- Общепоздравительные («Поздравляю»).
- Различные памятные и юбилейные даты (юбилеи союзных и автономных республик и общественных организаций, юбилейные даты городов).

В России подобные сувениры приурочены к общенародным праздникам и памятным событиям (с надписями «Поздравляем!» и «С днём рождения!»).

## Коллекционирование
Помимо выполнения своего прямого назначения, почтовые сувениры являются объектами коллекционирования. В 2004 году в России был выпущен специальный каталог маркированных почтовых сувениров СССР 1963—1991 годов.